# Polizeibericht Überfall
Polizeibericht Überfall ist ein Kurzspielfilm von Ernő Metzner aus dem Jahre 1928. Er wird der Filmavantgarde zugerechnet.

## Handlung
Ein Mann findet ein Geldstück auf der Straße und wird, als er es aufheben will, von einem Auto überrollt. Das Geldstück rollt in den Rinnstein. Viele Leute gehen vorbei, bis ein anderer Mann es findet und aufhebt. Er betritt einen Zigarrenladen und möchte Zigaretten kaufen, doch der Verkäufer nimmt das Geldstück nicht an, es scheint gefälscht. Der Mann geht schließlich in eine Kneipe und nimmt die Münze als Einsatz beim Würfelspiel mit zwei Kneipengästen. Ein weiterer Gast beobachtet, wie der Mann beständig beim Spiel gewinnt. Mit zwei anderen Kneipenbesuchern verabredet er einen Überfall auf den Mann (symbolisiert durch ein mit einem Gesicht bemaltes Ei, dessen Schale mit einem Messer eingeschlagen wird).
Mit seinem Gewinn verlässt der Mann die Kneipe; sein bulliger Beobachter folgt ihm. Die Gefahr erkennend flieht der Mann und findet zunächst Zuflucht bei einer Prostituierten. Diese gibt ihrem Zuhälter (oder Geliebten?) im Zimmer ein Zeichen, bevor sie es mit dem Mann betritt. Der Zuhälter versteckt sich hinter einem Vorhang. Als der Mann im Zimmer eine noch rauchende, offensichtlich gerade gelöschte Kerze und ein Messer, das beim zweiten Hinsehen verschwunden ist, sieht, will er fliehen. Die Prostituierte hält ihn zurück, draußen wartet auch noch der Verfolger aus der Kneipe.
Wieder im Zimmer bekommt er Kaffee serviert, sieht dabei im Spiegelbild auf der verchromten Kaffeekanne die Frau Zeichen machen. Sie bezirzt ihn zu bleiben, knebelt ihn sofort gemeinsam mit dem hinter dem Vorhang hervorschnellenden Zuhälter und entwendet seine Brieftasche. Im selben Moment betritt eine weitere Frau den Raum und verlässt ihn mit einem süffisanten Lächeln auf den Lippen gleich wieder.
Nach einem Handgemenge mit dem Zuhälter wird der Mann auf die Straße geworfen, wo sein Verfolger noch immer auf ihn wartet. Ein Geldstück rollt aus seiner Tasche und er wird von dem kräftigen Mann mit einem Knüppel niedergeschlagen.
Zerrbilder lassen die Handlung und beteiligte Personen Revue passieren; im Zentrum steht dabei das Geldstück. Der Mann wacht einbandagiert im Krankenhaus auf. Ein Doktor und ein Polizist sitzen an seinem Bett. Auf drei Zwischentitelkarten verteilt erscheint der Satz: „Die Täter sind verhaftet...sind Sie schon stark genug, um mit ihnen konfrontiert zu werden...um uns zu sagen, wer der Schuldige ist?“ Der Mann schließt die Augen, und es erscheint ein rotierendes Geldstück.

## Filmtechnische Mittel
Auffällig ist die durchgängige Verwendung verschiedener filmtechnischer Mittel beim textlosen Erzählen der Handlung – Hervorheben von Details mittels Großaufnahmen (Geldstück, Knüppel, Messer, Kerze, Gesichter der Personen etc.), Symbolismus (das "geköpfte" Ei), optische Verzerrungen (Darstellung der unbewussten Angstzustände). Die dynamisch beschleunigte Schnittfolge der Verfolgung auf der Straße, die abwechselnd Gesichter und die immer schneller rennenden Füße der beiden Männer zeigen, ähnelt jenen durch immer kürzer werdende Schnitte beschleunigten Szenen der führerlos immer schneller dahinrasenden Lokomotive in Abel Gances Das Rad (1921) oder der Treppenszene in Eisensteins Panzerkreuzer Potemkin (1925).

## Kritiken
„Der experimentelle Kurzfilm ÜBERFALL ist einer der radikalsten deutschen Filme. Er glorifiziert weder den Kleinbürger als Rebellen, noch macht er das Chaos der Straße zu einem Hafen wahrer Liebe. ÜBERFALL geht insofern weit über jeden anderen Film jener Zeit hinaus, als er der Polizei, dem beruhigenden Symbol der Autorität im deutschen Film, eine Abfuhr erteilt. ÜBERFALL zeigt zwar Chaos, ohne jedoch Unterwerfung unter die Autorität als Ausweg zu akzeptieren. Der wahrhaft ketzerische Charakter dieses Films wird durch die scharfe Reaktion der Zensur bestätigt.“ Siegfried Kracauer in Von Caligari zu Hitler, 1947